# Freetekno

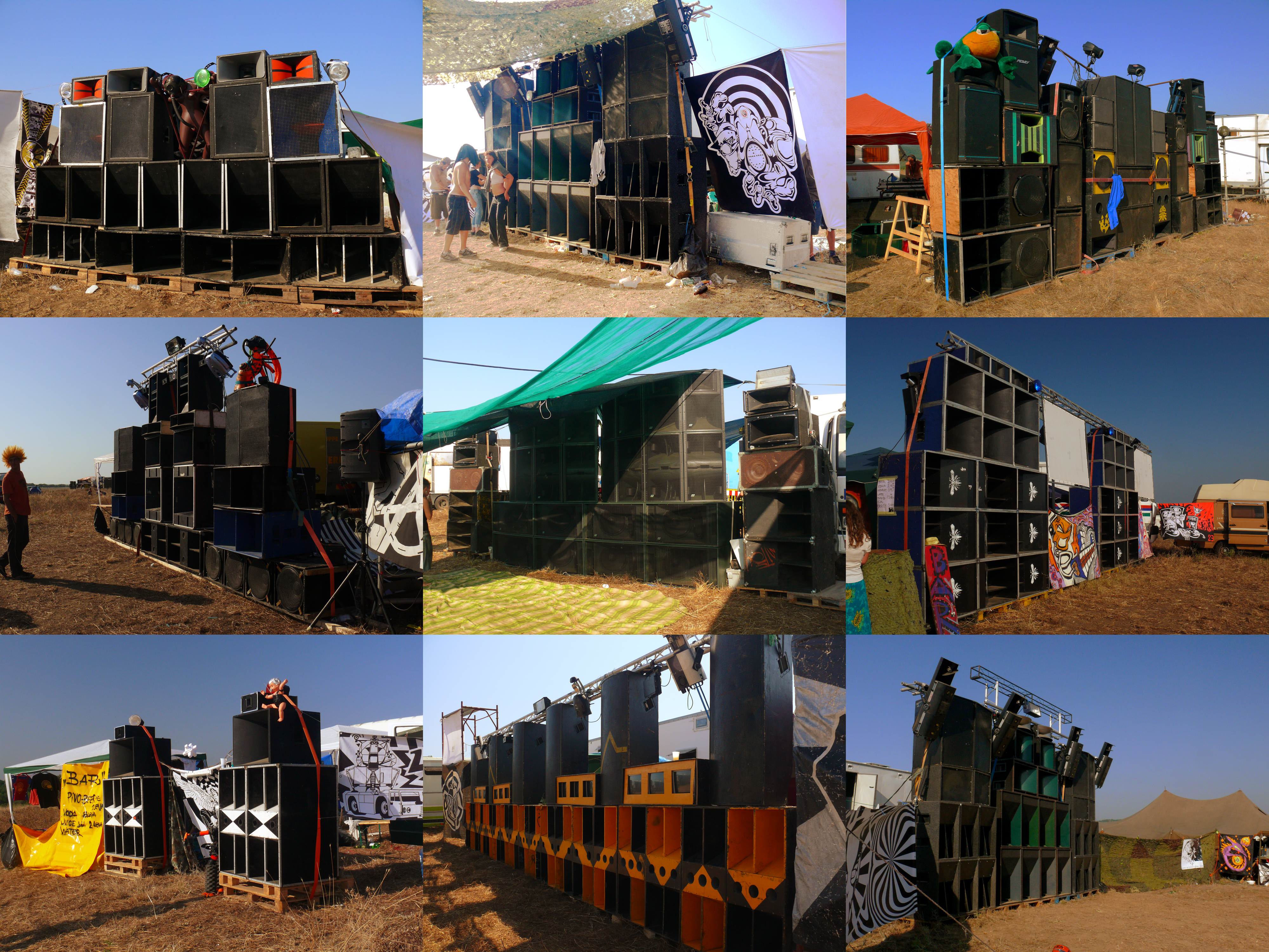
Typische Freetekno-Soundsysteme

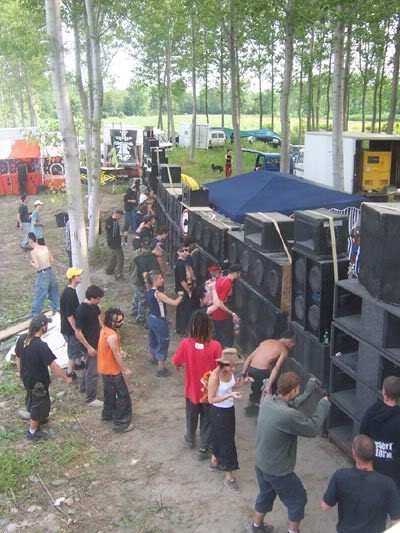
Boxenwand auf einer Party von Trakkas und Metro Soundsystem, 2007 – für jeden Tänzer eine Box

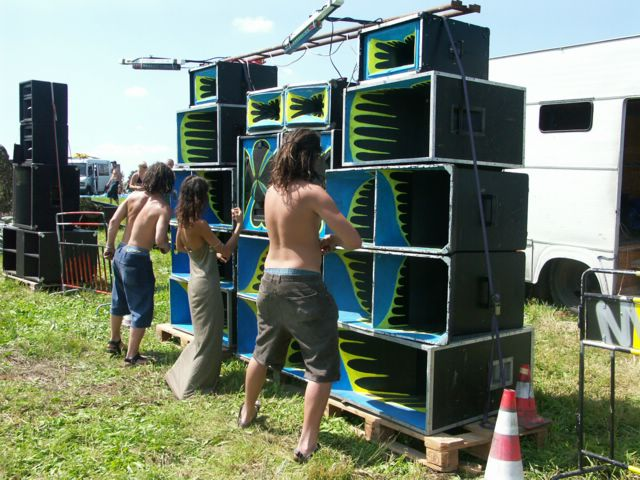
Soundsystem auf dem CzechTek 2004

Freetekno (auch FreeTek) ist eine Subkultur der Techno-Bewegung und existiert seit Beginn der 1990er Jahre als Gegenbewegung zum kommerziellen Rave und Techno. Die Szene ist informell und dezentral in Soundsystemen organisiert. Der Begriff bezeichnet einerseits die PA-Anlage und andererseits den Zusammenhang von Personen, die Free Parties/Raves mit dieser Anlage organisieren. Die Soundsysteme bauen zum großen Teil die Boxen ihrer PA selbst, bauen diese PA eigenständig auf, legen auf oder spielen Live-Musik und bauen die Anlage wieder ab.
Der Begriff Freetekno umreißt außer dieser konkreten Praxis ein bestimmtes Spektrum subkultureller Spielarten elektronischer Musik, die auch als Tekno (mit k) bezeichnet werden. Tekno hat viele Subgenres und angrenzende Genres. Ob eine Musik zu Tekno gehört oder nicht, ist weniger eine Stilfrage als eine Frage dessen, ob sie auf Free Partys gespielt wird und ob sie aus dem Kontext der Szene heraus produziert wurde.
Mit den Begriffen Freetekno und Free Party ist eine bestimmte Ethik und ein Kodex des Umgangs miteinander verbunden.
Weitere Aspekte des Freetekno sind: Deko (Dekoration der Party), Licht- u. a. Veranstaltungstechnik, Visuals/Projection Mapping, Malerei/Grafik (Backdrops, Transparente, Plattencover, Flyer, Plakate, Buttons), Fotografie, Performance (künstlerische, Feuershow, Jonglage), Theater, Mode (Siebdruck von T-Shirts und Aufnähern/Patches, Taschen, Kostümdesign u. a.), das Instandhalten, Transportieren und Lagern der Musikanlage, das Ausbauen von Fahrzeugen zu Transport- oder zu Wohnzwecken, das Organisieren oder Betreiben von Wagenplätzen, das Instandhalten von Fahrzeugen, das Produzieren von Musik, Pressen der Musik auf Vinylplatten, das Betreiben von Musiklabels, das Vertreiben von Vinylplatten u. a.
Größere, meist europaweite Zusammenkünfte der Szene heißen Teknivals, z. B. das CzechTek. Die einzelnen Tanzflächen werden von Kooperationen mehrerer Soundsysteme in kompletter Selbstorganisation veranstaltet.

## Geschichte

### Wurzeln
Eine Wurzel des Freetekno sind die unangemeldeten Free Festivals der Hippies in den 1970er und 1980er Jahren, z. B. Rainbow-Festival oder das letztmals 1984 abgehaltene Stonehenge Free Festival. Der Personenkreis, der diese Festivals besuchte und organisierte, waren die New Age Travellers. Diese verfolgten eine fahrende Lebensweise – entweder ganzjährig oder in Teilzeit im wärmeren Teil des Jahres. Sie fuhren oft in Konvois und legten weite Distanzen zurück, um die meist mehrtägigen, oft sogar mehrwöchigen Veranstaltungen zu besuchen.
Eine andere Wurzel ist die jamaikanische Soundsystemszene, die in Großbritannien über migrantische Communities präsent war. In dieser kollektiven und arbeitsteiligen Praxis des Aufführens von Musik unter freiem Himmel hat das eigenständige Bauen von Boxen einen großen Stellenwert.
Eine weitere Wurzel ist die Autonome Szene bzw. die Hausbesetzerszene. Die Gemeinsamkeit ist die kollektive Nutzung ungenutzter Gebäude und Grundstücke. In diesem Sinn stand das Konzept der Temporären Autonomen Zone des Philosophen Hakim Bey Pate bzw. flankierte die Freetekno-Aktivitäten.

### Raves Anfang der 1990er Jahre in Großbritannien
Ab dem Second Summer of Love (1989) traten die Raves in die Tradition der Free Festivals, nun aber mit der damals neuen Musik des Acid-House. Im Unterschied zu den Hippiefestivals lief ab Anfang der 1990er Jahre die Musik ohne Pause für mehrere Tage durch – das jedenfalls setzte das Soundsystem Spiral Tribe auf ihrer Tanzfläche erstmals durch und erhob diese Praxis zum grundlegenden Prinzip.

### Castlemorton und Criminal Justice Act
Ein entscheidendes Ereignis in der Entwicklung des Freetekno war der Rave in Castlemorton (England) im Mai 1992, der von 20.000 Menschen besucht und dann von der Polizei aufgelöst wurde. Die Polizei verhaftete 13 Aktivisten des Soundsystems Spiral Tribe, die sich anschließend in einem mehrmonatigen Prozess verteidigen mussten und dadurch weithin bekannt wurden. Die Angelegenheit errang große Publizität sowie politische Bedeutung und zog Repressionen für die beteiligten Raver nach sich.
Im Mai 1994 wurde der Criminal Justice Act erlassen, der unangemeldete Raves verbot, schärfere Strafen für „antisoziales Verhalten“ vorsah und der Polizei weitreichendere Rechte in der Verfolgung und Überwachung vorsah. Konkret wurden Hausbesetzungen, Landbesetzungen, Umweltaktivismus, Anti-Jagd-Aktivismus, Straßenproteste und wildes Camping kriminalisiert. Die Rechte fahrend lebender Leute wurden eingeschränkt, die Pflicht, ihnen Plätze zur Verfügung zu stellen, wurde aufgehoben (Part V, section 80). Jegliche Zusammenkunft ab 20 Personen wurde verboten, wo Musik gespielt wird, die sich wiederholende Beats enthält (“sounds wholly or predominantly characterised by the emission of a succession of repetitive beats”; Sektion 63–67). Dem Gesetz folgten starke Straßenproteste zwischen Mai und Oktober 1994, an denen pro Demonstration zwischen 20.000 und 100.000 Personen beteiligt waren und anlässlich derer es zu teils heftigen Auseinandersetzungen zwischen Soundsystemen und Polizei kam.

### Spiral Tribe als Drehscheibe des Freetekno in Europa
Wegen dieser Repressionen verließ der Spiral Tribe Großbritannien und migrierte vorerst nach Frankreich, später wechselnd und wiederholt ins östliche Mitteleuropa (Osten Deutschlands, Österreich und Tschechien) und die Niederlande. In den Niederlanden wurden sie vom dort weit verbreiteten Hardcore Techno beeinflusst. Mitte der 1990er Jahre waren sie schließlich in ganz Europa aktiv. Sie verfügten über LKWs, mobile Studios und eine PA-Anlage, veranstalteten unangemeldete Partys und prägten für größere Zusammenkünfte den Begriff des Teknivals. Die Kerngruppe von Spiral Tribe trennte sich gegen Ende der 1990er Jahre, blieb aber einzeln oder in neuen Konstellationen weiterhin aktiv. Spiral Tribe hatte aber bis dahin durch die fahrende Lebensweise zahlreiche Raver und Musikschaffende in ganze Europa inspiriert, selbst Soundsysteme zu gründen und Musik in ihrem Stil zu produzieren und weiterzuentwickeln.
Die Freetekno-Bewegung ist überwiegend in Europa, speziell in Mittel-, West-, Süd- und Osteuropa, in Nordamerika, Mexiko und in Kolumbien anzutreffen. In Tschechien ist Freetekno die stärkste Subkultur.
Mitglieder der Crew Spiral Tribe schufen eigens ein markantes Grafikdesign für ihr Soundsystem. Es orientiert sich mit der streng schwarz-weißen Farbwahl an Op Art, an psychedelischer Kunst und an Tribal Art bzw. Primitivismus. Dieser grafische, von den Farben schwarz und weiß dominierte Duktus stand damals in starkem Gegensatz zur knallbunten Optik des Mainstream-Rave und ist bis heute stilbildend für die gesamte Freetek-Szene.

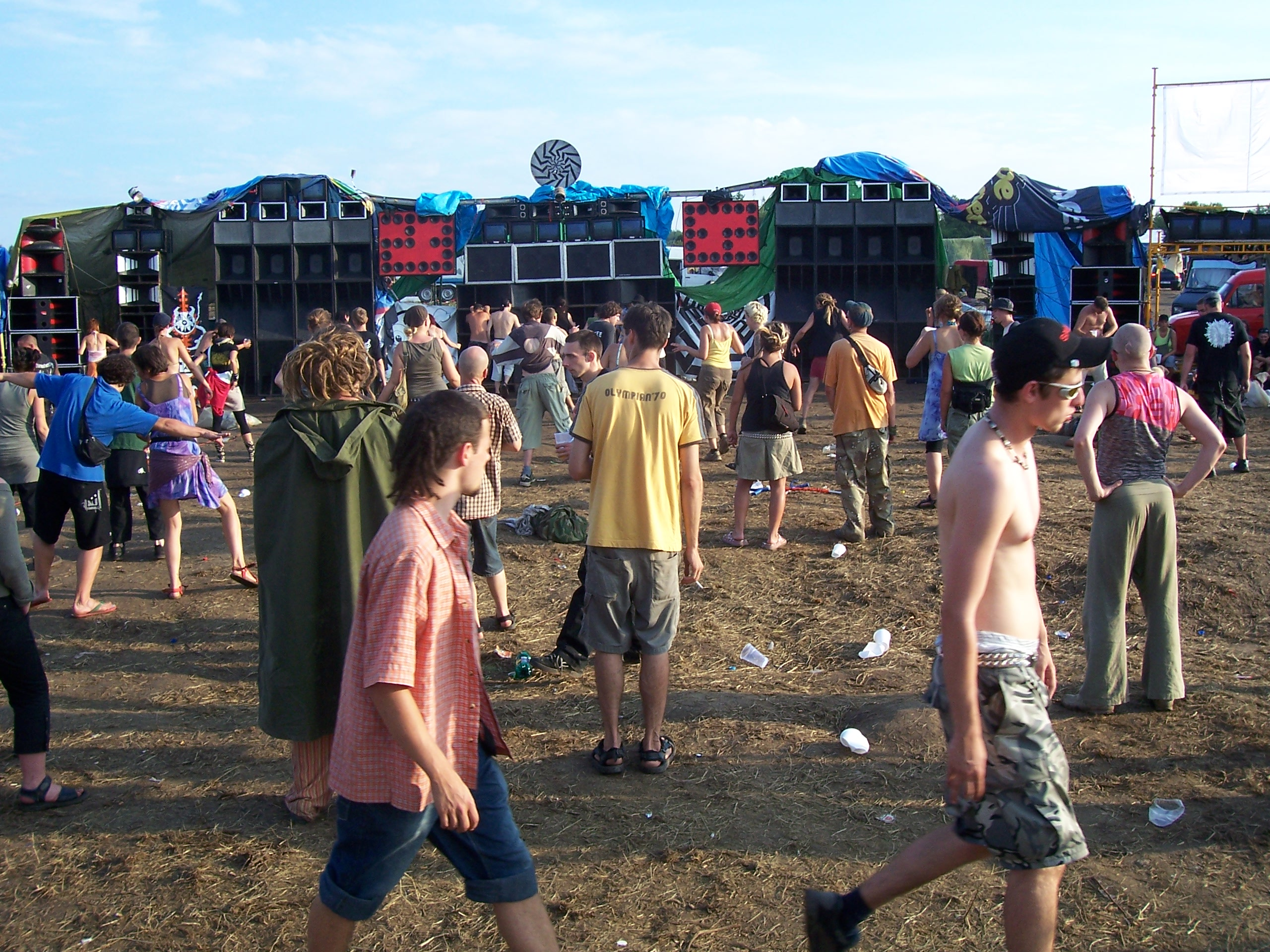
CzechTek 2006, Tschechien

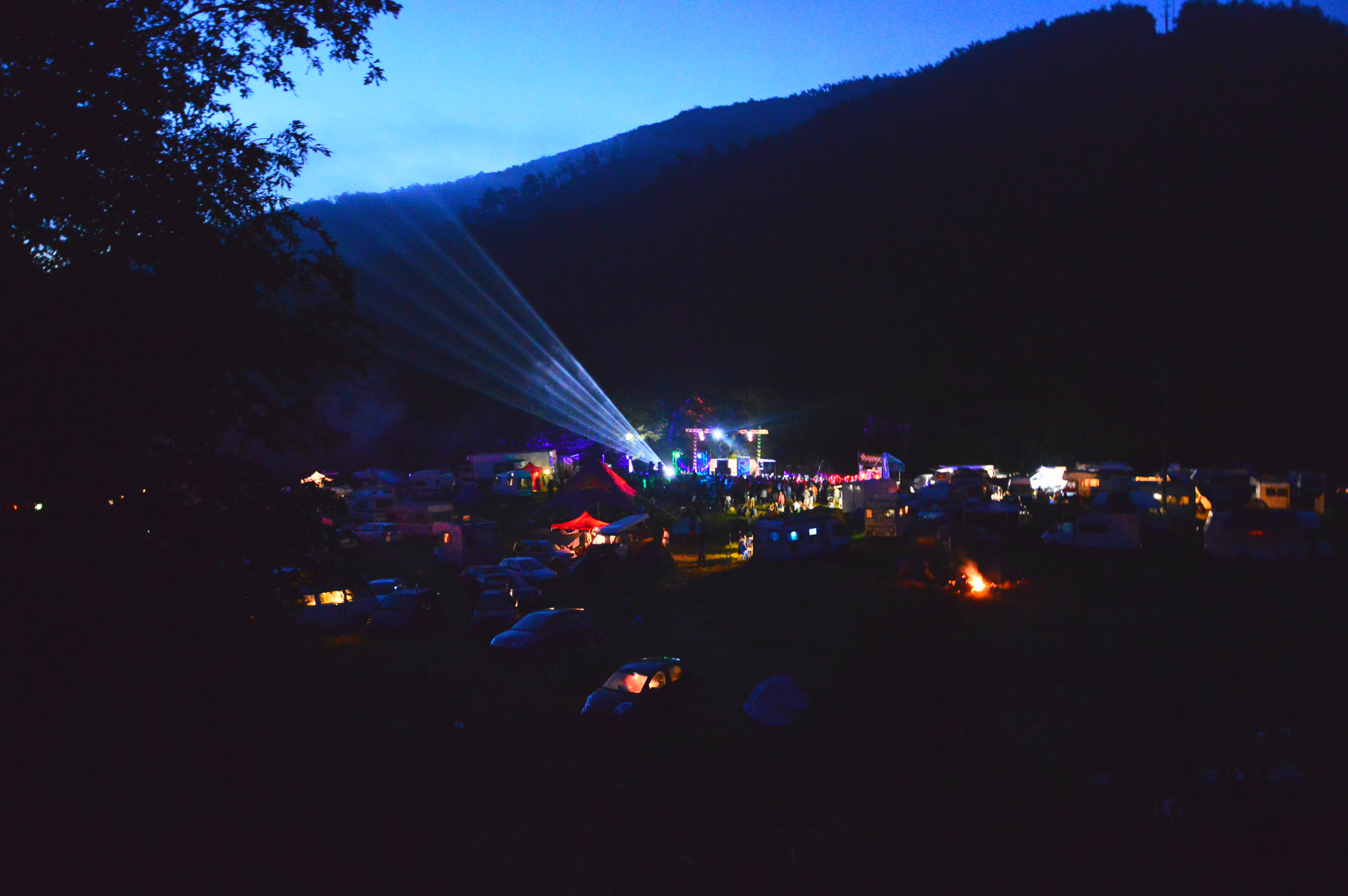
Gezielter Einsatz von Laserlicht auf einer Free Party

## Musikstile im Freetekno

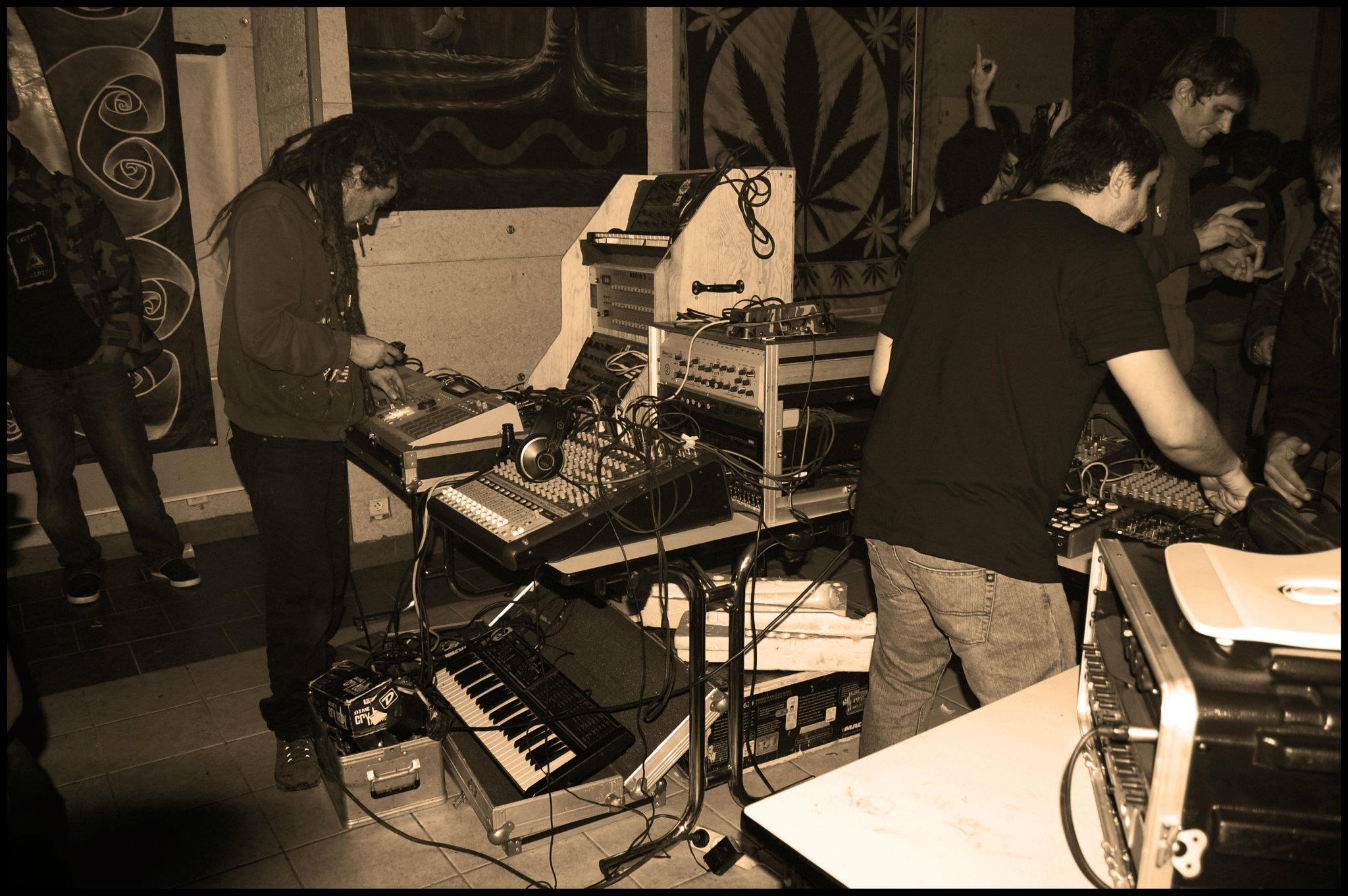
Zwei Personen spielen mit analogen Geräten ein Live-set auf einem Rave: Mem Pamal und Asphalt Pirates

Auf Freeteks und Teknivals agieren DJs, die vorrangig Vinyl-Platten auflegen, in neuerer Zeit auch digital. Es treten außerdem Live Acts auf, die elektronische Musik mit analogen Geräten oder auch digital generieren und dabei oft über zwei bis drei Stunden improvisieren. Üblicherweise gespielte Musikgenres sind Hardtek, Tribe, Tribecore, Frenchcore, HappyTek, Happy Hardcore, Acid Techno, Acidcore, Mental Acid, Mental Tekno, Gabber und Breakcore sowie ähnliche, verwandte Stilrichtungen wie Drum and Bass, Jungle, Jungletek, Raggatek oder auch Dub, Dubstep, Goa.
Fast alle im Freetek-Bereich relevanten Musikstile weisen als gemeinsames Merkmal relativ hohe Geschwindigkeiten (im Verhältnis zu in kommerziellen Clubs gespielten Techno-Stilen) auf und bewegen sich in den meisten Fällen zwischen 150 und 190 bpm.

### Tribe als Sound desSpiral Tribe
Spiral Tribe oder auch SP23 ist das wohl berühmteste Soundsystem des Freetekno. Um 1990 produzierten und spielten sie House, Acid House und Rave. Seit 1992 lebten sie aufgrund der Repressionen gegen sie außerhalb von Großbritannien in fahrender Weise. Dabei führten sie permanent ein Soundstudio mit sich und produzierten unterwegs Vinylplatten. Durch ihre fahrende Lebensweise inspirierten sie Musikschaffende an allen Orten, an denen sie Halt machten und Partys veranstalteten. Sie nahmen aber auch lokale Inspirationen auf, banden diese in ihre Produktions- und Musizierweisen ein und verbreiteten sie weiter. In diesem Sinn spielte z. B. der niederländische Gabber/Hardtechno eine Rolle und trug dazu bei, dass ihr Stil härter und schneller wurde.
Das Subgenre, das der Spiral Tribe auf diese Weise kreiert bzw. maßgeblich geprägt hat und im Freetekno eine tragende Rolle spielt, heißt dementsprechend Tribe. Beispielhafte Vertreter des Tribe sind Crystal Distortion und 69db von Spiral Tribe, die in den 1990er Jahren unter verschiedenen Pseudonymen zahlreiche genredefinierende Tracks und Livesets produzierten, sowie FKY von Okupe. Curley, der 1998 verstarb, legte mit seiner Auslegung des Tribe in gewisser Hinsicht den Grundstein für eine weitere musikalische Entwicklung innerhalb der Szene: Mental Tekno.

### Acid Tekno, Acidcore, Mental Tekno und Mental Acid
Ein wichtiger Einfluss war seit Anfang der 1990er Jahre Acid House mit all seinen Nachfolgespielarten, die im Freetekno zu Acid Tekno und Acidcore ausdifferenziert und rekombiniert wurden. Seit Ende der 1990er Jahre, schwerpunktmäßig dann nochmal um 2010, bildeten sich davon die psychedelischeren Varianten Mental Tekno und Mental Acid. Bei deren Entstehung spielte Tribe eine essentielle Rolle. Wichtige Vorreiter waren Asphalt-Pirates und Mem Pamal, die mit ihrem individuellen Stil Mental Tekno geprägt haben und noch immer prägen. In den Niederlanden waren es das niederländische Soundsystem und Label Mononom (z. B. mit Robbert Mononom mit dem Track Instant Coffee) oder das Eindhovener Label Zodiak Commune Records (z. B. mit Parallax mit dem Track „Transgressor“ (2000)). Eine ganze Reihe niederländischer Soundsysteme hat dieses Subgenre verfolgt und ausgebaut.
Das Den Haager Label Obs.cur spielte bei der Entwicklung des Mental Acid eine wesentliche Rolle. Mittlerweile wurde das Label in Cult Collective umbenannt und umfasst unter anderem die international erfolgreichen Acts Shirin, LingLing, Van der Wiese, Enko und Gelbkreuz, Mitglieder des Wiener Multiplan Kollektiv. Ebenso das Kollektiv Fairytale Soundsystem (FTS) aus Wien mischt in diesen Subgenres mit. Auch das Berliner Label Violent Cases spielt für dieses Subgenre eine wichtige Rolle. Mental Tekno, den man als psychedelischere Variante des Tribe, teils mit Acid-Anmutung sehen kann, produzieren z. B. Keja und Kan10 mit ihrem Label MackiTek Records oder Misspic und Bart mit ihrem Label Rythmik Sound Family. Wichtige und stilistisch eigenständiger Vertreter des Acid Tekno und Mental Acid sind Hesed (Label Analog Tecne Model) und Asphalt-Pirates (Label Freebooter Records).
Schließlich werden auch kommerziellere Acid Techno und Trance Tracks aus den 90er Jahren häufig in DJ-Sets gemixt. Auch Acts der Londoner Acid Techno Szene wie Chris Liberator und D.A.V.E. The Drummer aus dem Umfeld der Labels Routemaster und Stay Up Forever Records sind teilweise mit DJ-Sets auf Free Partys und Teknivals vertreten.

### Hardtek, Frenchcore, Tribecore und Industrial
Die Musikstile des Freetekno waren in den 1990er Jahren stark vom Hard Techno, Hardcore bzw. Gabber/Gabba beeinflusst. Ein niederländisches Soundsystem, das Mitte der 1990er Jahre auch Gabber spielte, ist Mononom. Gleichzeitig verlief die musikalische Entwicklung sehr schnell und sehr eigenständig, sodass man auch sagen kann, dass im Freetekno parallel zum Mainstream-Techno die subkulturelle Variante Hard Tekno / Hardtek geprägt wurde. Hardtek-Produzenten sind z. B. Hellfish mit seinem Label Deathchant, Liza ’N’ Eliaz, Lucie Polska oder Format\C: vom Monoton Soundsystem, der mittlerweile Acid Tekno produziert.
In beiden Sphären funktionierte Happy Hardcore, der aktuelle Popsongs hochpitchte und mit einer verzerrten Kickdrum und weiteren Drum-Elementen unterlegte. Ein Beispiel dafür ist der Track „Shut up“ von DJ Promo, der das Lied „Don’t Speak“ der Band No Doubt remixt hat.
Seit Ende der 1990er Jahre und besonders in den 2000er Jahren erlebte die Freetek-Szene eine Frenchcore-Welle. Beispielhafte Produzenten sind The SpeedFreak und Radium mit seinem Label Psychik Genocide.
In den 2000er Jahren entwickelte sich zudem Tribecore als eine Mischung aus Tribe und Frenchcore. Bekannte Vertreter dieser Richtung sind etwa französische Acts wie Floxytek, Harry Potar und Nout (Heretik).
Seit den 1990er Jahren beeinflusste auch Industrial den Freetekno, in neuerer Zeit findet sich hier und da die Freetek-Variante davon. Eine Vertreterin ist z. B. die Produzentin Anna Bolena mit ihrem Label Idroscalo Dischi, das Sublabel Hangar von obs.cur oder das Label Forma Mentis Recordings.
Durch das Gabber-Revival im Mainstream-Techno rückt auch dieser Stil zunehmend ins Blickfeld der Freetekszene bzw. war in bestimmten Gegenden wie z. B. in Polen schon länger stärker vertreten.

### Breakcore, Experimental und Noise
Seit Anfang der 1990er Jahre gibt es das Genre Breakcore, zuerst als Digital Hardcore. Letzteren Begriff prägte Alec Empire Anfang der 1990er Jahre mit seinem Label Digital Hardcore Recordings mit seiner Band Atari Teenage Riot. An seiner Begriffswahl ist auch deutlich der direkte Einfluss des Hardcore-Punk auf die Freetekszene zu sehen, der nicht nur ein stilistischer, sondern auch ein politischer ist.
Eine andere, mehr formale Wurzel des Breakcore, der eigentlich eine Produktionsstrategie und nicht nur ein Musikgenre ist, sind der britische Drum and Bass und Jungle – ihnen gemeinsam ist die Verwendung des Amen Break. In neueren Ausdifferenzierungen und Rekombinationen der Stile entstanden die Varianten Raggatek und Jungletek. Weiterhin existiert eine Schnittmenge von Breakcore und Juke, einem Bassmusik-Genre, das in Deutschland oft Footwork genannt wird. Produktionen dieser Spielart (wie auch gängiger Breakcore) finden sich auf dem Label Sozialistischer Plattenbau, betrieben vom Musiker Istari Lasterfahrer.
Weiterhin existieren experimentelle Varianten des Freetekno, die nicht so sehr im Zentrum der Aufmerksamkeit des Freetek-Partypublikums stehen. Noise spielt dabei eine wichtige Rolle, auch in Verbindung mit Breakcore, auch Speedcore. Beispielhafte experimentelle Vertreter sind die Produzentin Darkam (Sgnarl Elektro Violent SoundSystem), Donia Jourabchi und Taufan ter Weel (Exit23), StÖrenFried (MKULTRA), Dan Hekate (Hekate Soundsystem) und der Musiker Christoph Fringeli mit dem von ihm herausgegebenen Magazin datacide. magazine for noise and politics und seinem Label Praxis Records sowie Sub/version Records.

### Konzeptuellere Ansätze und Schnittmenge zur Bildenden Kunst
Die Schnittmenge von Freetekno und Bildender Kunst markieren Ansätze, wie sie z. B. von der Performancekunstgruppe Mutoid Waste Company verfolgt wurden. Im Jahr 1984 gegründet installierte sie mehr oder weniger fahrbare Plastiken im öffentlichen Raum Berlins. Seit der Wende 1989 wirkten sie im Kunsthaus Tacheles in Ostberlin. Die Gruppe arbeitete sich ab da künstlerisch an ausrangierten Fahrzeugen der Roten Armee ab: Sie setzten ein sowjetisches MiG-21-Flugzeug ein, führten mehrere Panzer mit sich, die sie weiß, rosa und metallicfarben anstrichen, besaßen Kräne, mit denen sie die schweren Geräte bewegten. Sie bauten phantasievolle utopische Fahrzeuge inspiriert vom Film Mad Max und produzierten Theaterstücke und Performances.
Der Filmemacher Uli Happe begleitete die Mutoid Waste Company und produzierte einen Dokumentarfilm über sie.
Das Künstlerinnenkollektiv Vinyl Terror & Horror beschäftigt sich konzeptuell mit der Zerstörung von Vinylplatten und Plattenspielern in Live-sets und Installationen und baute einen Truck so aus, dass er einerseits bewohnbar ist und andererseits im aufgeklappten Zustand als Bühne nutzbar war.
Im Bereich der Performancekunst bewegt sich seit Mitte der 2000er Jahre das Kollektiv GogoTrash, das sowohl auf Freetek-Partys als auch in Kunsträumen mit Performances in Kostümen aus Müll aktiv ist, die teils selbstreferentiell auf die Freetekszene und ihre Widersprüche bezogen sind. Ein Beispiel dafür ist die Performance Ballerina Ketamina von Cizzy Gonzales, die – auf der Tanzfläche voller Tanzender – die Körperhaltungen und Bewegungen von Personen unter dem Einfluss der Droge Ketamin nachahmt und überzeichnet.
Kerstin von Gabain beschäftigt sich u. a. mit Backdrops in Installationen. Sie hat den Foto- bzw. Reportageband No more Partys in se ÖBB-Halls? erarbeitet. Henrike Naumann reflektiert Subkulturen der 1990er Jahre, u. a. die Gabber-Subkultur, mit Methoden der bildenden Kunst. Tôma Anïrae fotografierte mit seiner Mittelformatkamera das fahrende Freeteknoleben diverser Soundsysteme.

### Freetekno und Goa/Psy
In der Schweiz und in Deutschland ist die musikalisch verwandte, aber in Ausdrucksart und Ethik sehr differenzierte Goa-Szene ähnlich organisiert. Während in Österreich Goa weniger stark vertreten ist, verhält es sich in der Schweiz genau umgekehrt. Dort ist die Goa-Szene dominierend und Freetekno praktisch gar nicht vertreten.
Goa und Psy mit allen ihren Spielarten ist sehr stark in Israel vertreten. Dort gibt es ebenfalls eine Soundsystem-Szene bzw. Free Partys, die teils an tänzerische Praxen des Chassidismus anknüpfen: Das Tanzen wird als Vollzug des Gottesdienstes mit dem ganzen Körper betrachtet.

## Ethik

Soundsystem eines Freetekno-Tribe

Das Motto Free Tekno for Free People hat eine finanzielle wie auch politische Bedeutung. Eintrittsgeld wird häufig nicht verlangt, sondern eine freiwillige Spende erbeten, mit der meist kein Gewinn erzielt, sondern nur die entstandenen Aufwände wie Transport und je nach Legalität der Veranstaltung auch Betriebskosten (z. B. Strom, Sanitäranlagen) und Miete abgegolten werden sollen.
DJs legen grundsätzlich hinter der Anlage auf oder werden durch Tarnnetze vom Publikum abgeschirmt, es soll nur um Musik gehen. Das gilt nicht für die Live-Acts, die aus technischen Gründen vor der Anlage vom FoH aus hinter dem Publikum spielen. Das Publikum ist nicht auf die Acts orientiert, sondern tanzt bzw. hört in Richtung der Boxen. Weit verbreitet ist die D.I.Y.-(Do it yourself)-Kultur. Musik wird bevorzugt auf Vinyl veröffentlicht.
Viele Besucher der oft mehrtägigen Teknivals versetzen sich mit Hilfe der gespielten, schnellen Musik und rauscherzeugenden Mitteln in einen hypnotischen tranceähnlichen Zustand.
Ein bestimmtes, im Zusammenhang mit der Freetekno-Bewegung häufig anzutreffendes Techno-Genre nennt sich in Anlehnung an ethnisch-religiöse Stammesrituale „Tribe“ oder „Tribal“. Die von Ort zu Ort wandernden Soundsystems werden auch als moderne Nomaden betrachtet, die als Traveller mit ihren Wohnwagen und umgebauten LKWs wochen- oder monatelang von einem Teknival zum nächsten fahren. Veranstaltungsorte sind oft ausgefallene Plätze wie ehemalige Militäranlagen, Burgen und Schlösser, Industrieruinen, entlegene Strände und Ähnliches, wo mit den Besuchern ausgelassen gefeiert werden kann. Die aus DJs, Produzenten und Helfern bestehenden Soundsysteme verfügen zumeist über ein großes Potential an mobilen Lautsprecheranlagen, Strom-Aggregaten, Zelten und Ähnlichem, um ihre Veranstaltungen spontan und autonom durchzuführen. Ein österreichisches Soundsystem hieß bezeichnenderweise Wako als Kurzform von Wanderkolonie.

## „Illegalität“ der Freetekno-Szene

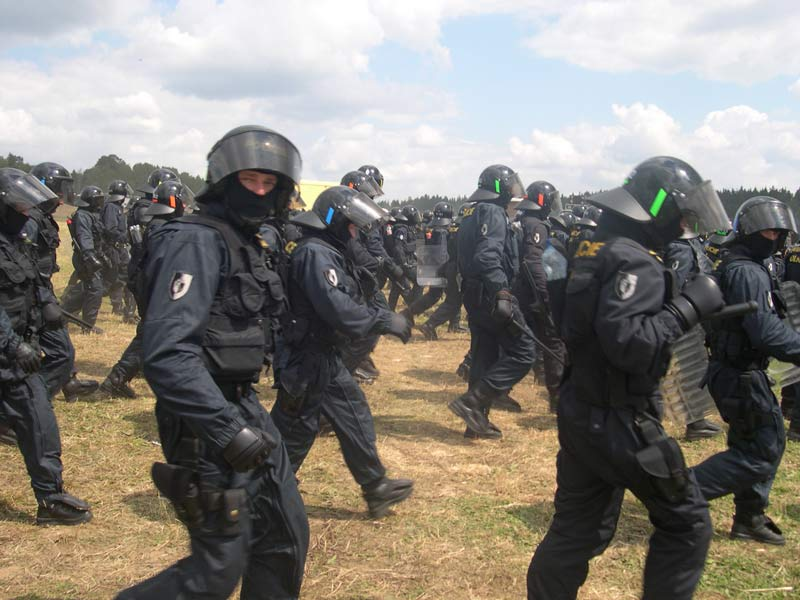
Massiver Polizeieinsatz beim CzechTek 2005

In vielen Fällen werden die Partys nicht angemeldet, da gesetzliche Bestimmungen über den Ablauf von Großveranstaltungen nicht ohne großen finanziellen und organisatorischen Aufwand eingehalten werden könnten, und sind daher illegal, was immer wieder zu Problemen mit der Polizei führt. Nur wenige Tekno-Partys werden in regulären Veranstaltungslokalen, also legal abgehalten (meistens über die Winterperiode). Der unangemeldete, „illegale“ Rahmen der Veranstaltungen sowie die Tatsache, dass an Stelle eines fixen Eintritts die Spende tritt, ist für viele Veranstalter und auch für die Akzeptanz innerhalb der Szene ein wichtiges Kriterium. Für die betroffenen Gemeinden und Landstriche jedoch, in denen sich urplötzlich mitunter Tausende Partywilliger einfinden, die tagelang ohne oder nur mit einem Mindestmaß an sanitären Einrichtungen oder Lebensmittelvorräten kampieren, stellen sich gerade die größeren Teknivals als ernsthafte Probleme dar. Freilich haben in den anderthalb Jahrzehnten des Bestehens dieser Nischenkultur viele Veranstalter inzwischen legale Rahmenbedingungen für ihre Veranstaltungen geschaffen, so dass Freetekno nicht zwangsläufig nur illegal bzw. ungenehmigt stattfindet.
Immer wieder werden große wie kleine Teknivals von den örtlichen Polizeikräften unter zum Teil massiver Verstärkung durch Sondereinsatzkräfte geräumt. Bei der Räumung des CzechTek am 30. Juli 2005, wo etwa 1000 Polizisten mit Wasserwerfern und Tränengas gegen 5000 Teilnehmer vorgingen, gab es 82 verletzte Besucher und Polizisten. Der Premierminister Jiří Paroubek und sein Innenminister verteidigten die Maßnahmen der Polizei.
Während legale Partys bedenkenlos beworben und angekündigt werden können, können illegale Partys nur innerhalb der Gemeinschaft, etwa per Mundpropaganda, angekündigt werden, um der Polizei keine Möglichkeit zu geben, von der Veranstaltung zu erfahren. Auch in einschlägigen Internetforen, die zum Teil nur für angemeldete Benutzer oder Benutzer mit speziellen Zugriffsrechten zugänglich sind, werden Tekno-Partys angekündigt. In der Regel wird jede Tekno-Party auch in Form von Flyern, die alle notwendigen Informationen mit Ausnahme des Veranstaltungsortes enthalten, angekündigt. Dieser kann dann durch Nachfragen im Bekanntenkreis, der möglicherweise bereits durch Mundpropaganda informiert wurde, oder durch das Anrufen einer auf dem Flyer angegebenen „Infoline“ erfragt werden.

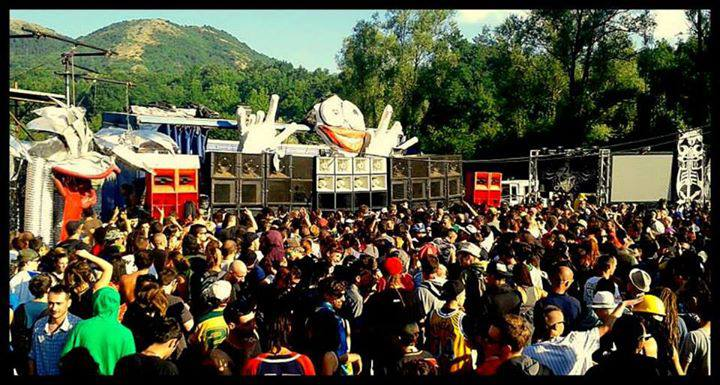
15. Geburtstag von Kernel-Panik

## Teknivals
Die größeren Partys mit internationaler Beteiligung von Soundsystemen heißen Teknivals (vom Wort Festival abgeleitet). Die Partys und Teknivals sind überwiegend anonym geplant und werden unangemeldet veranstaltet. Die Veranstaltungsorte werden dann nur sehr kurzfristig über Webseiten oder Infolines bekannt gegeben. Die meisten der in Anlehnung an Musikfestivals „Teknival“ genannten, meist mehrtägigen Tekno-Partys werden von Soundsystemen und DJs mit eigener Ausrüstung organisiert. Vor allem in den Sommermonaten finden im Freien auch besonders große Teknivals mit europaweit oder international agierenden Soundsystemen und Tausenden von Besuchern statt, die bis zu einer Woche oder länger dauern.
Das wohl bekannteste Teknival ist das CzechTek, das zum ersten Mal 1994 in Hostomice stattfand. Die meist unangemeldete Veranstaltung wurde seitdem jährlich in Tschechien, zuletzt 2006 am Truppenübungsplatz Hradiště, veranstaltet, bis sich die Veranstalter dazu entschieden keine weiteren Teknivals unter diesem Namen zu veranstalten. Als größte Besucherzahl wurden seitdem 30.000 Besucher (offiziell) bzw. 50.000 Besucher (inoffiziell) genannt.

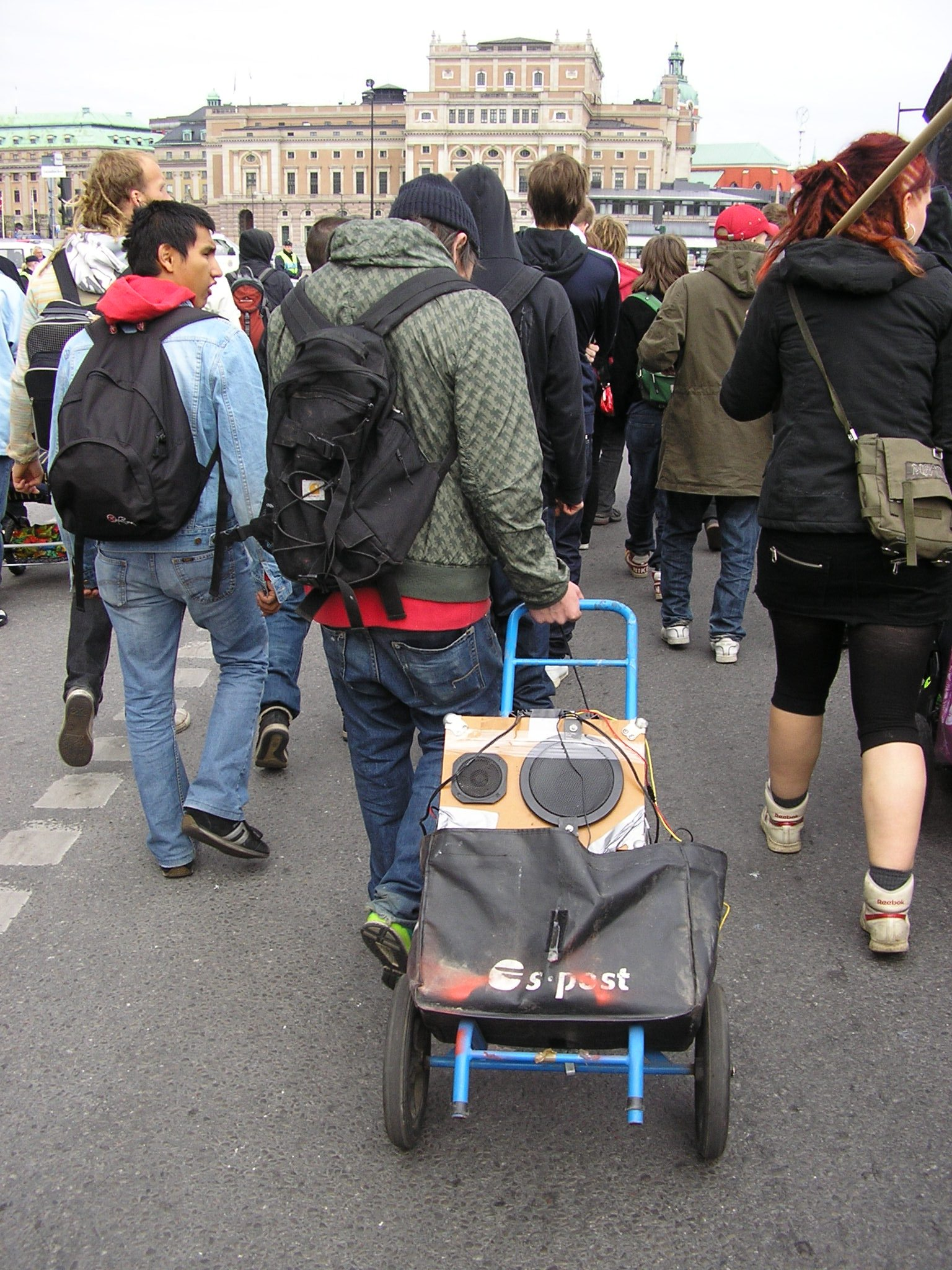
Portables Soundsystem – Soundsysteme gibt es in allen Größen

## Freetekno im Film, Literatur und Medien
- Gunnar Hauth: Freetekno. 2011, Dokumentation, 53:30 min[27]
- Christiana Breinl: Free Tekno: Geschichte einer Gegenkultur. 1. Auflage. Lit Verlag, Münster 2012, ISBN 978-3-643-50376-3.
- Rozálie Kohoutová, Jakub Hradílek: CzechTek, 2017, Dokumentation, 52:08 min[28]
- Pjeer van Eck, Kráva: Inge a Jorgen. 2005, Kurzfilm, 14:10 min[29]
- Kerstin von Gabain: No more Partys in se ÖBB-Halls? Eine Dokumentation aus Interviews und Fotos, 2009[30]
- Bianca Ludewig: Utopie und Apokalypse in der Popmusik. Gabber und Breakcore in Berlin. Wien 2018, ISBN 978-3-902029-32-4
- Carl Schranz: Rave’s not dead! Die Wiener Freeparty-Szene. 2014[31]
- Lea: Feuertanz. siebenteiliges Dossier zu Open-Air-Partys in Leipzig[32]
- Damien Raclot: Heretik – We had A Dream. Dokumentation, 64:14 min[33]
- RA.M.M. und theaterart Berlin e. V.: Bestia Pigra. Theaterstück, 1991, Regie: Arthur Kuggeleyn[34]
- Cirkus Alien und Freunde: Lidé jsou si rovni, Multimedia-Performancestück, aufgeführt am 5. Dezember 2009 in der Meetfactory Prag[35]
- Czarotek 2018, Dronen-Video vom 29. April 2018[36]
- Jesse Thompson, Carolyne Léonhard: Teknival: La fete libre? Dokumentation, 17:02 min[37]
- Syd B: Tekno Free Doom: Musica, rave, intrallazzi e illuminazioni mistiche, 2015, ISBN 88-98591-13-6
- Fred Gélard (Regisseur): Free Party, 2014, 34 min, Spielfilm, in französischer Sprache[38]
- Uli Happe: Declassified. The Mutoid Waste Files 1989–1994, Dokumentation, 86:00 min, Ausschnitt von 26 min[39]
- Damian Raclot, Krystof Gillier: World Traveller Adventures – Mission To India – fünf Filme über die gemeinsamen Reisen der Soundsysteme Spiral Tribe, Desert Storm, Sound Conspiracy (Facom, Okupe and Total Resistance), Teknokrates, Tomahawk and IOT am Ende der 90er Jahre: 23 Minute Warning, Storming Sarajevo, Mission to India, Africa Expedisound und Reclaim the Streets, Uncivilized World 2005.[40]
- Podcastreihe „zerrspiegel/Freetek“ über das Politische im Freetekno seit Februar 2018, Folge 1 mit Format C:\ und DJ Bustle[41]

## Belege
1. ↑  Hakim Bey: taz – die temporäre autonome Zone, in Website des Soundsystems Cyberrise, gespiegelt in archive.org
2. 1 2  Spiral Tribe 23:  – Free Parties, Free People (Memento vom 6. August 2008 im Internet Archive) Website des Cyberrise Soundsystems.
3. ↑  theguardian.com
4. ↑  Spiral-Tribe-Reportage innerhalb der Sendung Tracks, Arte, 17. November 2011.
5. ↑  Mark Angelo Harrison: Cult of Signs (Memento des Originals vom 19. September 2020 im Internet Archive)  Info: Der Archivlink wurde automatisch eingesetzt und noch nicht geprüft. Bitte prüfe Original- und Archivlink gemäß Anleitung und entferne dann diesen Hinweis.. In: Website von Mark Angelo Harrison
6. ↑  FKY: Petites Voix auf YouTube, 8. Oktober 2019, abgerufen am 20. Februar 2020.
7. ↑  Esoterik (Curley): Floatdemonium (2001, auf EP Kibra-Hacha 2001, Curley Music 11) auf YouTube, 6. Oktober 2011, abgerufen am 20. Februar 2020.
8. ↑  Robbert Mononom: Instant Coffee (auf der EP Number Six, Sensory Overload Records – 006) auf YouTube, 20. März 2011.
9. ↑  Lucie Polska: Swim or Sink (Witchcraft 001) auf YouTube, 10. November 2019, abgerufen am 26. Februar 2020.
10. ↑  Format\C: : Nafta is What We Need (auf AstralTek 12, 2007) auf YouTube, 21. März 2014, abgerufen am 20. Februar 2020.
11. ↑  DJ Promo: Shut up! auf YouTube, 13. April 2016, abgerufen am 20. Februar 2020. Veröffentlicht auf Thunderdome XVIII (18) CD1 (Psycho Silence).
12. ↑  zerrspiegel 03/2019 – Freetek #6 Anna Bolena/Idroscalo Dischi
13. 1 2  Bianca Ludewig: Utopie und Apokalypse in der Popmusik. Gabber und Breakcore in Berlin. Wien 2018, ISBN 978-3-902029-32-4
14. ↑  History of Hekate Soundsystem, in: Clear Spot (Radiosendung), Resonance FM auf YouTube, 18. Juni 2013, abgerufen am 20. Februar 2020.
15. ↑  datacide. magazine for noise and politics, auf der Website von Christoph Fringeli
16. ↑  Christine Kewitz, Chris Keller: Panzer, Feuerspucker und besetzte Häuser: Das wilde Berlin nach dem Mauerfall. In: Vice, 9. Dezember 2016
17. ↑  The Mutoid Waste Company. Website von Uli Happe
18. ↑  OFF TRACK — Vinyl-Terror & -Horror, Ausstellung im SMAC Berlin, 2018
19. ↑  Website des Kollektivs GogoTrash
20. ↑  Performance „Tödliche Frauen“. Website von Olivia Pils
21. ↑  Christian Höller: Backdrop 26.01.2007 – 17.03.200. (Memento des Originals vom 13. Februar 2020 im Internet Archive)  Info: Der Archivlink wurde automatisch eingesetzt und noch nicht geprüft. Bitte prüfe Original- und Archivlink gemäß Anleitung und entferne dann diesen Hinweis. Website der Gabriele Senn Galerie
22. ↑  Gabber Nation. (Memento des Originals vom 16. Februar 2020 im Internet Archive)  Info: Der Archivlink wurde automatisch eingesetzt und noch nicht geprüft. Bitte prüfe Original- und Archivlink gemäß Anleitung und entferne dann diesen Hinweis. Website von Henrike Naumann, 2017
23. ↑  Erwan Lecoup, Tôma Anïrae: À voir: une série de photos des free parties itinérantes d’Europe vient de refaire surface. In: Trax, 22. Januar 2020
24. ↑  Shmuel Barzilai: Musik und Exstase (Hitlahavut) im Chassidismus. Frankfurt a. M. 2007, ISBN 978-3-631-55666-5, S. 72
25. ↑  Praxis Records: Störsignale (Memento vom 6. August 2008 im Internet Archive). In: Website des Soundsystems Cyberrise.
26. ↑  CzechTek: Polizeieinsatz endet blutig, ein Partyteilnehmer tot (Memento vom 27. Juni 2012 im Internet Archive) Zeitungsartikel von Tschechien-online.org, 31. Juli 2005
27. ↑  Gunnar Hauth: Freetekno. 2011 auf YouTube, 20. November 2012, abgerufen am 20. Februar 2020.
28. ↑  Rozálie Kohoutová, Jakub Hradílek: CzechTek auf YouTube, 23. Juni 2018, abgerufen am 20. Februar 2020.
29. ↑  Inge a Jorgen auf YouTube, 17. Dezember 2012, abgerufen am 20. Februar 2020.
30. ↑  Cosima Rainer: No Minimum, 17.03.2010 – 24.4.2010 (Memento des Originals vom 13. Februar 2020 im Internet Archive)  Info: Der Archivlink wurde automatisch eingesetzt und noch nicht geprüft. Bitte prüfe Original- und Archivlink gemäß Anleitung und entferne dann diesen Hinweis.
31. ↑  Carl Schranz: Rave’s not dead! — Die Wiener Freeparty-Szene, in: Vice, 5. November 2014
32. ↑  Lea: Feuertanz. siebenteiliges Dossier zu Open-Air-Partys in Leipzig, in: frohfroh, 10. September 2018
33. ↑  Damien Raclot: Heretik – We had A Dream auf YouTube, 5. Januar 2013, abgerufen am 20. Februar 2020.
34. ↑  RA.M.M.: Bestia Pigra auf Vimeo
35. ↑  Lidé jsou si rovni auf YouTube, 14. April 2013, abgerufen am 20. Februar 2020.
36. ↑  Czarotek 2018 auf YouTube, 7. Mai 2018, abgerufen am 20. Februar 2020.
37. ↑  Teknival: La fete libre? auf YouTube, 27. Juni 2016, abgerufen am 20. Februar 2020.
38. ↑  Fred Gélard (Regie): Free Party, 2014, 34 min, Spielfilm. Youtube-Kanal von Fred Gélard
39. ↑  Uli Happe: Declassified. The Mutoid Waste Files 1989–1994. Youtube-Kanal von Uli Happe, Upload vom 2. Februar 2021
40. ↑  World Traveller Adventures – Mission To India, in: Youtube-Channel von Amha.Rak, Upload vom 17. April 2013
41. ↑  Freetek #1 mit Format C:\ und DJ Bustle